# 순이음
순이음은 도라에몽의 등장인물로, 신이슬(일본명: 미나모토 시즈카)의 어머니이자, 신혼길(일본명: 미나모토 요시오)의 부인, 노진구(일본명: 노비 노비타)의 미래의 장모님, 노장돌의 미래의 외할머니, 오진숙과 노석구의 사돈이다. 딸인 이슬이에게 친절하게 대해주나, 엄격한 일면도 있다. 

## 가족 관계

### 현재의 가족
- 남편 : 신혼길
- 시숙 : 신범길
- 딸 : 신이슬

### 미래의 가족
- 남편 : 신혼길
- 딸 : 신이슬
- 사위 : 노진구
- 외손자 : 노장돌
- 바깥사돈 : 노석구
- 안사돈 : 오진숙

#### 후손
- 외고손자의 아들 : 노장구

## 같이 보기
- 노진구
- 신이슬
- 신혼길
- 오진숙
- 노장돌
- 노장구
- 도라에몽
- 도라에몽 (등장인물)